# 七澤英貴
七澤 英貴（ななさわ ひでたか）は、日本のオーボエ奏者。

## 人物
東京都出身。ドイツを拠点にし、ドイツ トリーア市立歌劇場管弦楽団首席奏者、公益財団法人新日本フィルハーモニー交響楽団（副首席奏者）をつとめる。これまでに鈴木清三、似鳥健彦、浅野高瑛、北爪利世、林リリ子、齋藤秀雄、インゴ・ゴリツキ、ゲルノート・シュマールフース、ヘルムート・ヴィンシャーマン、ハインツ・ホリガーに師事した。

## 経歴
東京都千代田区立番町小学校、麹町中学校、桐朋学園女子高等学校音楽科（男女共学）オーボエ専攻を経て桐朋学園大学音楽学部でオーボエ専攻。
大学在学中に東京シティ・フィルハーモニック管弦楽団に入団。五年間在籍後退団し、ドイツのミュンヘン市立音楽大学に留学。在学中より、独奏者、室内楽奏者として、ミュンヘンを中心にヨーロッパ各都市において演奏活動を行う。同大学修了後、ティボーヴァルガオーケストラ、ドイチェ・バッハゾリステンのメンバー、ソリストとしてヨーロッパ各都市において活動し、のちにドイツトリーア市立歌劇場管弦楽団首席オーボエ奏者を経て、公益財団法人新日本フィルハーモニー交響楽団副首席オーボエ奏者で入団、独奏者、室内楽奏者。マレーシア国立交響楽団の音楽アドバイザー、客演首席奏者、タイ国バンコクに於いて室内楽、コンチェルトのソリストにもあたっている。木管五重奏とピアノ、パーカッションを有するアンサンブル・ラミを結成後、日本はもとより、フランス、イタリア、ドイツ、オランダなどの主要都市でコンサートを開く。
このほかカール木管五重奏団、一般社団法人東京アカデミック管弦楽団代表理事、日本オーボエ協会常任理事（首席オーボエ奏者）、秋田県鹿角郡小坂町観光大使、岩手県雫石町観光大使の肩書きを持つ。CD多数。